# JABA千葉市長杯争奪野球大会
JABA千葉市長杯争奪野球大会（JABAちばしちょうはいそうだつやきゅうたいかい）は、かつて開催されていた社会人野球のトーナメント戦。毎年11月半ばに12チームが参加して行われた。
第1回大会は1990年、千葉マリンスタジアムの落成記念大会として、同球場の杮落としに行われた。当時は、千葉県野球連盟が選抜した関東地方の企業チームが3月下旬にトーナメントにより優勝を争っていたが、1998年の第10回大会からは、関東選抜リーグの成績上位チームが出場し、11月前半に同リーグの決勝大会として行われていた。
2002年まで、社会人野球日本選手権大会が10月中旬に行われていたことから、本大会が社会人野球のシーズン終了を告げる大会となっていたが、2003年から日本選手権が11月下旬に開催されていることから、一地方大会となっていた。
2006年のみ日本野球連盟関東地区連盟主催で開催されたが、その他の年はいずれも千葉県野球連盟主催で開催されている。
関東地区連盟主催のリーグ戦の決勝トーナメントが県野球連盟主催となっている不自然な状況が続いていたが、2011年から関東選抜リーグの決勝トーナメントとして創設されたJABA関東選手権大会に継承されるかたちで終了した。

## 歴代優勝チーム
（1998年は春（3月）と秋（10月）の2回開催）
- 第1回（1990年）　日立製作所
- 第2回（1991年）　日立製作所
- 第3回（1992年）　住友金属鹿島
- 第4回（1993年）　NTT関東
- 第5回（1994年）　日産自動車
- 第6回（1995年）　住友金属鹿島
- 第7回（1996年）　日産自動車
- 第8回（1997年）　NTT関東
- 第9回（1998年）　いすゞ自動車
- 第10回（1998年）　NTT関東
- 第11回（1999年）　日石三菱
- 第12回（2000年）　日産自動車
- 第13回（2001年）　日本通運
- 第14回（2002年）　新日本製鐵君津
- 第15回（2003年）　富士重工業
- 第16回（2004年）　富士重工業
- 第17回（2005年）　シダックス
- 第18回（2006年）　東京ガス
- 第19回（2007年）　セガサミー
- 第20回（2008年）　JFE東日本
- 第21回（2009年）　日産自動車
- 第22回（2010年）　JFE東日本